# Мариньї-Ле-Лозон
Мариньї-Ле-Лозон (фр. Marigny-Le-Lozon) — муніципалітет у Франції, у регіоні Нижня Нормандія, департамент Манш. Мариньї-Ле-Лозон утворено 1 січня 2016 року шляхом злиття муніципалітетів Лозон i Мариньї. Адміністративним центром муніципалітету є Мариньї. Населення — 2746 осіб (01.01.2021).